# Dylan Kerr
Dylan Kerr (La Valletta, 14 gennaio 1967) è un allenatore di calcio ed ex calciatore inglese, nato a Malta, di ruolo difensore.

## Caratteristiche tecniche
Era un terzino sinistro.

## Carriera

### Giocatore
Dal 1984 al 1988 ha giocato nelle giovanili dello Sheffield Weds; trascorre la sua prima stagione da professionista, la 1988-1989, agli Arcadia Shepherds, in Sudafrica.
In seguito, nel febbraio del 1989, viene tesserato dal Leeds Utd, dove rimane fino all'estate del 1991, quando viene ceduto in prestito per alcuni mesi (fino al dicembre dello stesso anno) al Doncaster, con cui realizza un gol in 7 partite; torna quindi al Leeds, che lo cede in prestito al Blackpool fino al termine della stagione 1991-1992, nella quale Kerr realizza una rete in 12 presenze nella quarta divisione inglese, conquistando anche la promozione in terza divisione. Torna quindi nuovamente al Leeds, con cui rimane per l'intera stagione 1992-1993: complessivamente, gioca 16 partite con la maglia del club (13 fra prima e seconda divisione inglese, una in FA Cup e 2 in Coppa di Lega), con cui vince un campionato di seconda divisione ed un Community Shield.
Dal 1993 al 1996 gioca con il Reading, con cui nella sua prima stagione vince un campionato di terza divisione inglese, perdendo invece la finale play-off per la promozione in Premier League nella stagione successiva; nell'arco del triennio, nel quale vince anche una Berks & Bucks Senior Cup, gioca 89 partite fra seconda e terza divisione inglese, segnandovi complessivamente 5 reti. Dal settembre all'ottobre del 1996 è invece al Carlisle Utd, dove, dopo una sola partita giocata, viene ceduto al Kilmarnock, formazione della prima divisione scozzese, in cui milita fino al termine della stagione 1999-2000, totalizzandovi complessivamente 61 partite. Nella sua prima stagione in Scozia, la 1996-1997, vince inoltre una Coppa di Scozia.
Tra il 2000 ed il 2003, anno del suo ritiro, cambia frequentemente maglia: nell'arco di questo triennio gioca infatti con otto diverse squadre, sempre nelle serie minori inglesi (ad eccezione di un semestre all'Hamilton Academical e di nove mesi al Greenock Morton, entrambi nella seconda divisione scozzese, e di un ulteriore semestre all'Hamilton, nel quale vince un campionato di quarta divisione scozzese) e senza mai disputare un intero campionato con la stessa squadra.

### Allenatore
Nella stagione 2009-2010 ha lavorato come vice agli Mpumalanga Black Aces, formazione sudafricana militante nella prima divisione del suo Paese; nel 2011 ha ricoperto un ruolo analogo nel Khataco, formazione della prima divisione del Vietnam, mentre l'anno seguente è stato collaboratore della nazionale vietnamita.
Nel 2014 ha allenato l'Vicem Hải Phòng, formazione della prima divisione vietnamita, con cui ha anche vinto una Coppa del Vietnam nella stagione 2015-2016 ha invece allenato il Simba, formazione della prima divisione della Tanzania. Dopo aver allenato la squadra Under-18 del Chesterfield nella stagione 2016-2017, nella stagione 2017-2018 allena il Gor Mahia, in Kenya, nella prima divisione locale.

## Palmarès

### Giocatore

#### Competizioni nazionali
- Campionato inglese di seconda divisione: 1

Leeds Utd: 1989-1990
- Community Shield: 1

Leeds Utd: 1992
- Football League One: 1

Reading: 1993-1994
- Coppa di Scozia: 1

Kilmarnock: 1996-1997
- Scottish Third Division: 1

Hamilton Acad.: 2000-2001

#### Competizioni regionali
- Berks & Bucks Senior Cup: 1

Reading: 1994-1995

### Allenatore

#### Competizioni nazionali
- Coppa del Sudafrica: 1

Tshakhuma: 2020-2021